# Església parroquial de Sant Miquel d'Aranyel
L'església parroquial de Sant Miquel, localitzada a la plaça Major d'Aranyel, a la comarca de l'Alt Millars és un lloc de culte catalogat com a Bé de rellevància local, segons la Disposició Addicional Cinquena de la Llei 5/2007, de 9 de febrer, de la Generalitat Valenciana, de modificació de la Llei 4/1998, d'11 de juny, del Patrimoni Cultural Valencià (DOCV Núm. 5.449 / 13/02/2007), amb codi identificatiu: 12.08.013-001.

## Descripció
Es tracta d'una senzilla construcció datada del segle xvii, neoclàssica, amb característiques de l'ordre corinti. De planta de nau única, d'uns 15 metres de longitud, presenta capelles laterals comunicades entre si amb decoració i "yeseries". Com a detall curiós cal destacar la presència al centre parroquial d'un peu de custòdia datat del segle xvii.